# Floresta tropical pluvial

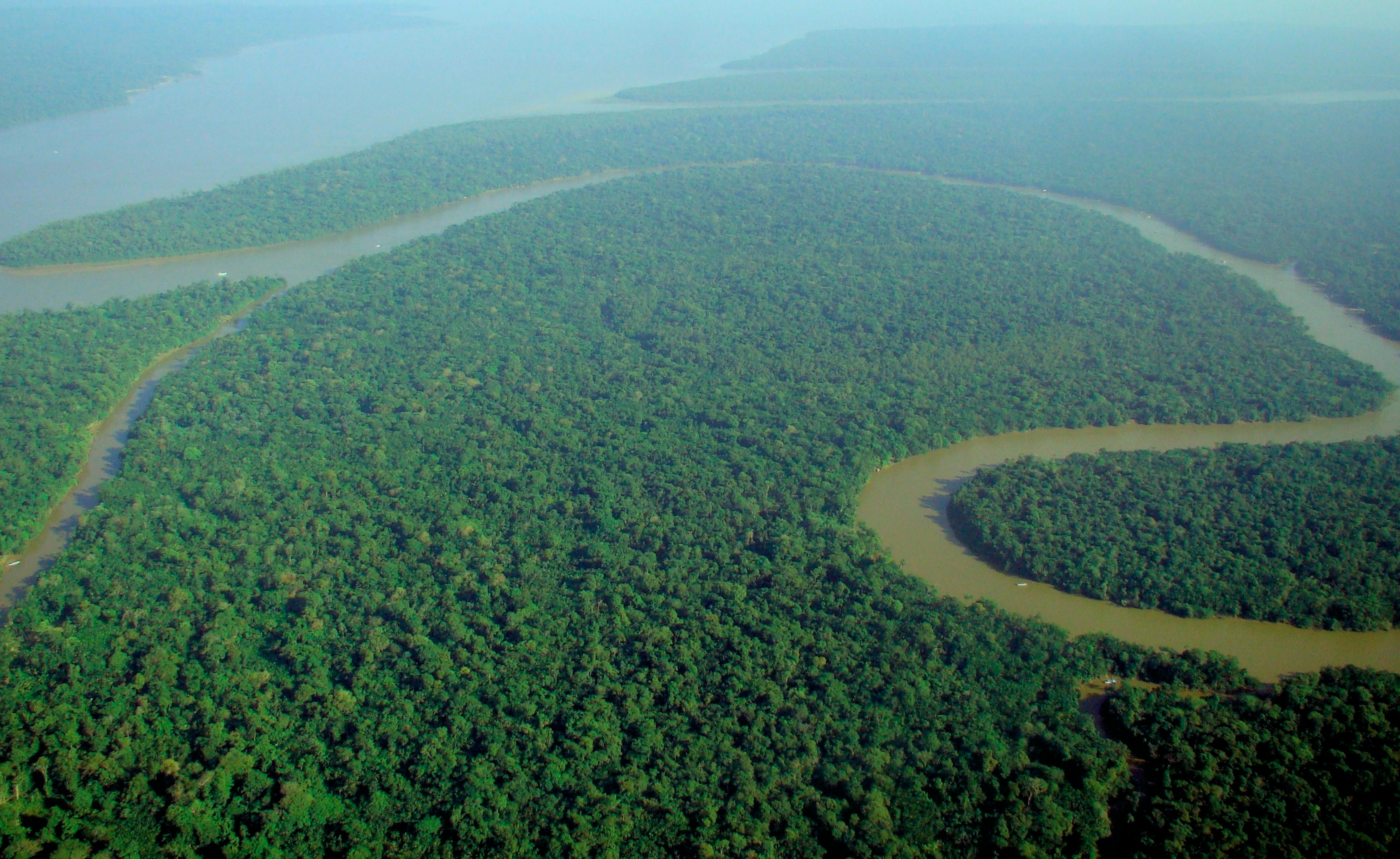
Uma área da floresta Amazônica no Brasil. As florestas tropicais da América do Sul contêm a maior diversidade de espécies na Terra.

A floresta tropical pluvial, também chamada floresta ombrófila densa, (da junção dos termos gregos ómbros, "chuva" e phílos, "amigo") é um tipo de floresta tropical e pluvial. É a maior representante da diversidade biológica evoluída. Diante de todos os outros biomas ela se sobressai por sua riqueza de recursos. A produtividade fotossintética da floresta tropical pode ser superior a 1000 gramas de carbono fixado por metros quadrado por ano. Essa produtividade é resultado da coincidência da radiação solar alta e a chuva abundante e regular durante todo o ano. Sua produção é a maior em relação às outras florestas de folhagem perene.
Essa floresta é um bioma com a vegetação de folhas largas e perenes, apresenta um clima úmido e quente que lhe confere um padrão excelente de crescimento, porém as copas de suas árvores interferem prejudicialmente na chegada de luz nos estratos inferiores desta floresta, isso se dá  por conta das copas das árvores mais altas, que acabam formando uma barreira para os estratos inferiores.
Uma peculiaridade desse bioma é o fato de muitas plântulas e árvores jovens permanecerem suprimidas ano após ano até que uma clareira  no dossel seja formada e então elas poderão desenvolver-se. Podemos dizer, que fotossíntese, floração, frutificação, herbivoria e predação, quase sempre acontece no alto do dossel. Além das árvores, a vegetação é amplamente composta por formas vegetais que escalam e depois se misturam às copas das árvores, (trepadeiras e lianas, incluindo várias espécies de figueiras) e também crescem como epífitas, enraizadas nos ramos úmidos superiores. Os herbívoros existentes em florestas pluviais, contam com uma variedade de recursos, por causa da grande variedade de árvores.

## Ocorrência
A floresta tropical pluvial está presente em partes da América do Sul e da América Central, no leste e no centro-oeste da África, no sudeste da Ásia e da Austrália, sendo estas regiões do equador e dos trópicos úmidos, onde se prevalece o clima tropical.
No Brasil temos como exemplo a Mata Atlântica, situada na Bacia Amazônica, na América do Sul, ela abrange a costa do Brasil, América Central, e leste do México, e também em algumas ilhas das Índias Ocidentais,  a Floresta Amazônica e a sua região costeira, que apresenta os seguintes tipos de vegetação: mata pluvial tropical das planícies  costeiras, mata pluvial tropical das encostas montanhosas do trecho norte e mata pluvial tropical das encostas montanhosas do trecho sul, este último é subdividido em estrato altitudinal inferior e superior.
A Mata Atlântica é a segunda maior floresta pluvial tropical do continente americano: originalmente, se estendia de forma contínua ao longo da costa brasileira desde o Rio Grande do Norte até o Rio Grande do Sul, penetrando até o leste do Paraguai e nordeste da Argentina.

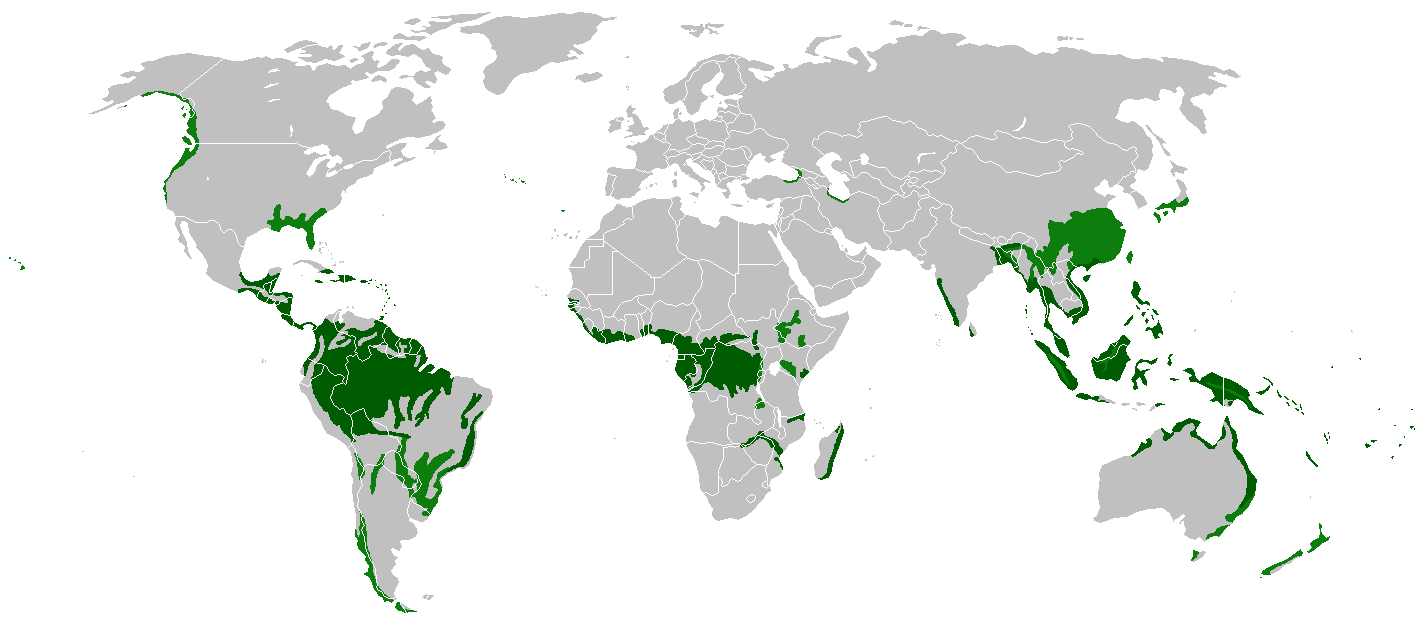
Mapa da localização de florestas tropicais pluviais no mundo

## Características
Este tipo de floresta possui fauna e flora abundantes mantidas por um solo pobre, que não interfere em suas atividades, pois mesmo sendo pobre em nutrientes as folhas das copas das árvores suprem essa deficiência no momento que caem sobre o solo, são decompostas e, com a ajuda da chuva, tem seus nutrientes absorvidos pelo mesmo. Vale lembrar que processo de lixiviação nesta área é evitado pelas próprias plantas do local.
A maioria dos nutrientes minerais da floresta pluvial, estão inseridos nas próprias plantas. Caso as madeiras sejam cortadas ou destruídas pelo fogo e a floresta seja destruída para o emprego da agricultura, os nutrientes existentes na floresta são liberados e lixiviados ou até mesmo levados pela água. A regeneração completa pode levar séculos.
Mesmo que haja significativa variação da precipitação mês a mês, não existe seca. As plantas desse bioma não possuem mecanismos específicos para sobreviver em estação seca e fria. A maioria das plantas são arbóreas e trepadeiras lenhosas. As árvores alcançam de 40 a 60 metros de altura, e com três andares sendo estes superior, médio e inferior, dos quais muitas vezes são possíveis o reconhecimento porém possui difícil distinção. Obter materiais para pesquisa na floresta pluvial tropical não é fácil, identificar espécies de árvores, conseguir acesso às flores no dossel é uma tarefa bem complicada, por conta disso, botânicos têm treinado macacos para coletar e jogar flores, balões de ar quente tem sido utilizados por equipes de pesquisa para pesquisar sobre o dossel.
A semelhança das árvores na floresta pluvial é bastante comum, normalmente elas são ramificadas apenas próximo à copa. Formando solitários gigantes no andar superior que se elevam acima das outras árvores. Os andares médio e inferior formam o denso dossel de folhas, mediante esta situação a região do tronco é relativamente livre à falta de luz e neste caso, falta a vegetação baixa. Isso faz com que caminhar na floresta tropical pluvial seja mais fácil. Em sua maior parte, suas raízes são superficiais, apresentando raízes tabulares na base do tronco que fornecem firmeza. Sabe- se que as árvores gigantes alcançam estabilidade por meio de enormes raízes tabulares de suporte, conhecidas também como sapopembas, que sobem, feito pilares, pelo tronco. Começando da base do tronco elas se irradiam para fora, entrando verticalmente no solo. Aproximadamente, 21- 47% das raízes, estão nos 10 cm superiores, e a maior parte do restante se encontra abaixo daquelas e vão até 30 cm, porém 5- 6% das raízes alcançam profundidades de até 1,3- 2,5 metros. Seus troncos são em sua maior parte esbeltos, possuindo uma fina casca. Saber ao certo a idade de uma árvore da floresta tropical pluvial é tarefa relativamente difícil por causa da falta dos anéis anuais, porém é possível aproximar- se através de estimativas baseadas na taxa de crescimento.
Normalmente as folhas das florestas pluviais são de tamanho mediano, coriáceas, não-denteadas e verde-escuras; as flores em geral são esverdeadas ou de coloração esbranquiçada. A variedade de espécies é imensa, dificilmente existirá menos de 40 espécies por hectare, pode-se contar até mesmo 100 espécies por hectares a maioria pertencentes a diferentes famílias. As epífitas, que crescem nos ramos da zona iluminada bem acima do chão da floresta, retém água da umidade do ar do dossel, assim como  também diretamente da chuva e obtém minerais da poeira e das superfícies das plantas sobre as quais crescem; várias espécies de animais vivem nas copas das árvores, sendo esta área a mais abundante e diversificada em relação à vida animal.

### Camada herbácea
Das espécies que crescem na floresta tropical pluvial aproximadamente 70% são fanerófitas (árvores), as quais são dominantes absolutas. Podem chegar a alguns metros como as bananeiras e as outras Scitaminae, assim como a camada de arbustos e a camada de ervas podem ser difícil de distinguir. A boa iluminosidade no chão, não é fator de existência de vegetação baixa, muitas vezes, essa vegetação falta por causa da competição com as raízes das árvores por nitrogênio e outros nutrientes.

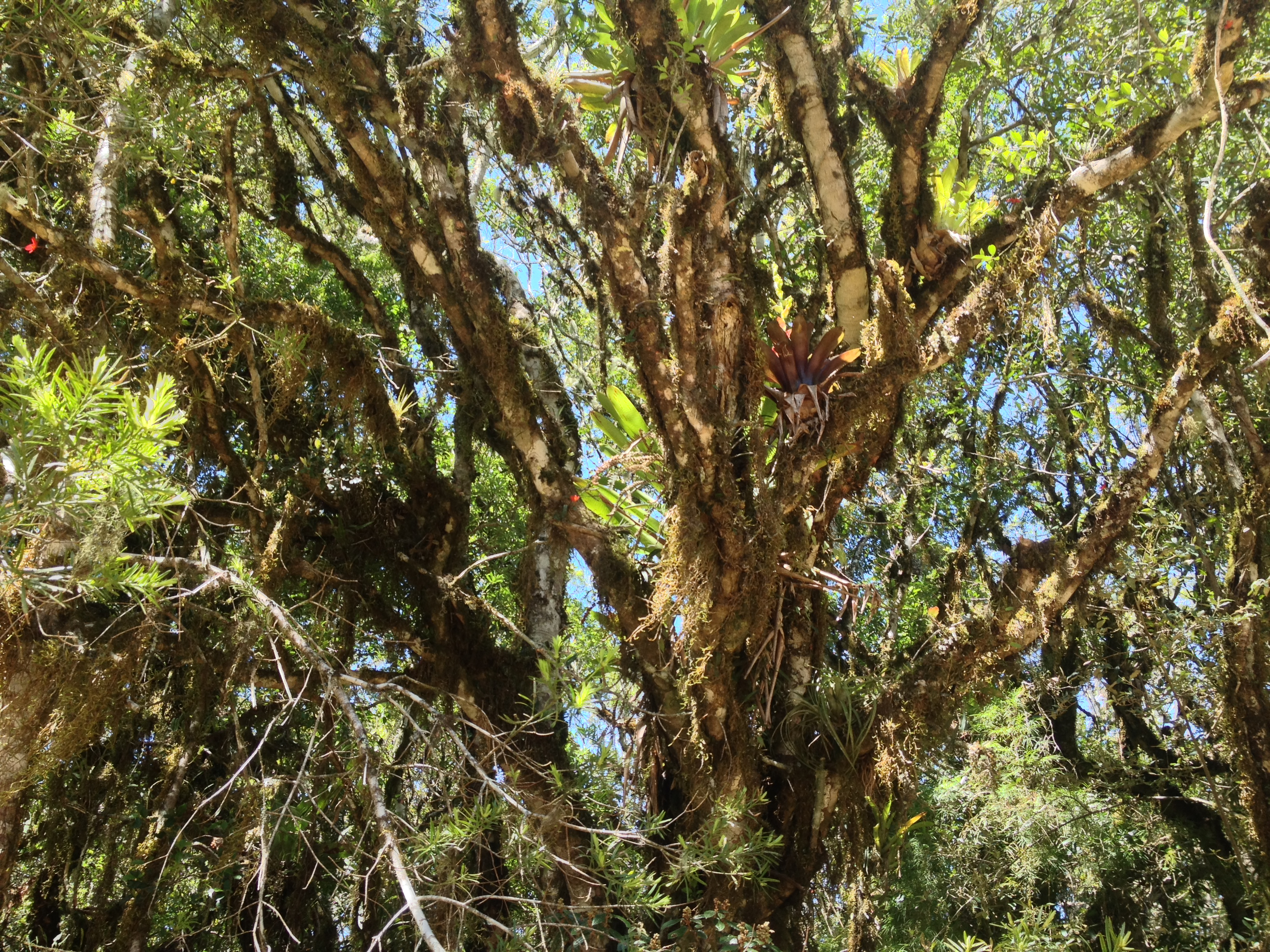
Árvore repleta de epífitas

### Epífitas e hemiepífitas
As samambaias e as plantas floríferas epifíticas são particularmente características das florestas tropicais pluviais. Sua ocorrência se dá frequentemente em florestas úmidas, sendo a alta umidade do ar insuficiente. As epífitas germinam no alto, sobre os ramos das árvores por isso são favorecidas com as condições de luz, porém, são desfavorecidas no que se refere a reserva de água no solo. Só pode absorver água através da chuva. Sua distribuição acontece por meio de esporos, que são comidos por aves, e as sementes não digeridas alcançam o ramo de uma árvore. Elas retiram de fendas e cavidades de húmus nos ramos das árvores, os nutrientes que necessitam.
As hemiepífitas ocupam uma posição intermediária entre as lianas e as epífitas. Germinam no chão e depois crescem para cima, normalmente como trepadeiras de raízes. Com o tempo, a parte inferior morre e desaparece, de forma que as hemiepífitas se tornam epífitas, ainda que permaneçam em contato com o chão através de suas raízes.

## Tipos
No sistema de Hueck (1972), a floresta tropical pluvial (chamada por ele de mata pluvial tropical) apresenta os seguintes tipos:

### Mata pluvial tropical das planícies costeiras
A mata pluvial tropical das planícies costeiras, apresenta densa vegetação arbustiva, árvores com troncos fortes, eretos, com folhas perenes e de altura de 30 a 35 metros, fixadas sobre um solo arenoso que é nutrido por uma densa camada de húmos. Este tipo de mata se faz presente nas planícies costeiras do norte e do sul, um exemplo de sua localização é a região de Ubatuba e Caraguatatuba em São Paulo.

### Mata pluvial tropical das encostas montanhosas do trecho norte
A mata pluvial tropical das encostas montanhosas do trecho norte se localiza na principal área povoada do nordeste do Brasil, o que prejudica a permanência da mata com sua fauna e flora característica, é composta de árvores com cerca de 20 metros de altura, com tronco cinza-claro ou branco, folhagem coriácea e escura. Este tipo  de mata pluvial tropical apresenta em seu ¨acervo¨ uma grande quantidade de espécies de árvores valiosas.

### Mata pluvial tropical das encostas montanhosas do trecho sul, estrato inferior
Depois de atravessar a faixa entre o rio doce e o Rio de Janeiro a mata atlântica continua, seu extrato inferior na Serra do Mar se dá até 1.300 metros de altitude, na Serra do Órgãos até 1.400 metros e na Itatiaia até 1.600 metros. Este tipo de mata se caracteriza por abrigar alguns fetos arborescentes, espécies de palmeiras e espécies de árvores que podem chegar até 40 metros  de altura por 7 metros de circunferência, dentre essas espécies existem várias que são de interesse econômico, estas árvores tem seus troncos recobertos por himenofiláceas, musgos e línquens e são sustentadas por um solo bastante erodido em grande parte recoberto por húmos, sendo este pouco espesso nas áreas mais íngremes.

### Mata pluvial tropical das encostas montanhosas do trecho sul, estrato superior
O estrato superior da mata pluvial tropical das encostas montanhosas do trecho sul, se inicia ao término do estrato inferior, apresenta características de uma típica mata úmida de neblina, sendo pouco habitada por conta de sua dificuldade de acesso, pelas temperaturas mais amenas e pelos animais existentes no local.

## Destruição da floresta tropical pluvial

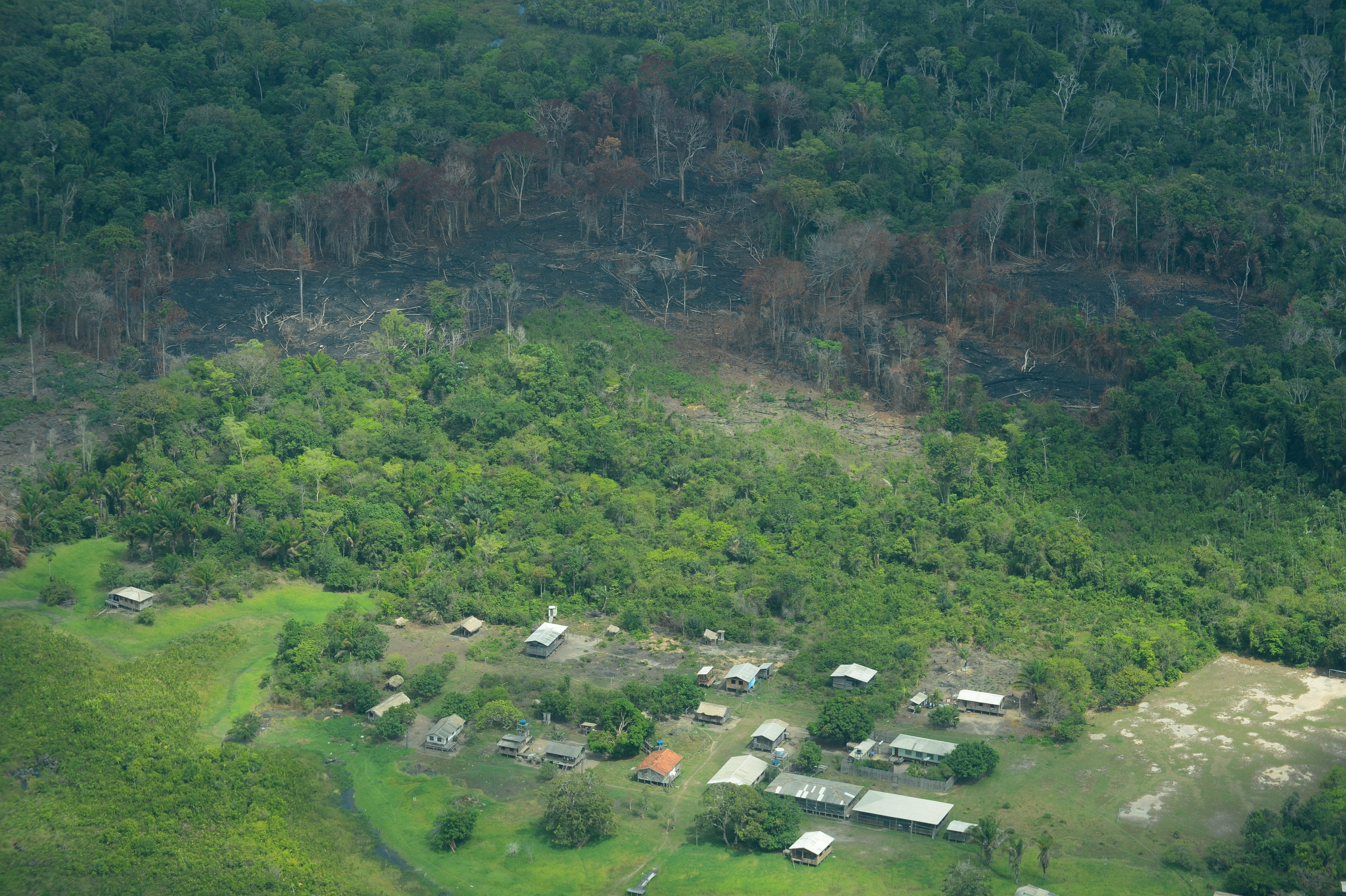
Desmatamento na Amazônia

Aproximadamente, metade da área florestal da Terra é formada por florestas tropicais pluviais, porém, essa floresta está sofrendo com a destruição sistemática da atividade humana. Devido ao acelerado crescimento da população humana nos trópicos e às ocupações tradicionais da terra, estão sendo muito comum as práticas de agricultura tropical, como o desmatamento da floresta, seguido por curto período de cultivo, que é bastante destrutiva quando praticada numa ampla escala. Como consequência, muitas espécies de plantas, animais e microrganismos são extintos com o decorrer dessa destruição. A maioria dos solos dos trópicos é ácido e deficiente em cálcio, fósforo, potássio, magnésio e outros nutrientes, o que o torna mais susceptível, à destruição por ação humana. As florestas tropicais pluviais do mundo estão sendo derrubadas e queimadas numa proporção bastante alta, e vem aumentando, para a produção de campos, que se torna inúteis para a agricultura em poucos anos. Estimativas apontam que no começo do próximo século grande parte das florestas tropicais pluviais desaparecerão, com exceção daquelas do oeste da Bacia Amazônica e África central.